# Diocesi di Manzini
La diocesi di Manzini (in latino Dioecesis Manziniensis) è una sede della Chiesa cattolica in eSwatini suffraganea dell'arcidiocesi di Johannesburg. Nel 2021 contava 56.800 battezzati su 1.061.000 abitanti. È retta dal vescovo José Luis Gerardo Ponce de León, I.M.C.

## Territorio
La diocesi comprende lo stato di eSwatini.
Sede vescovile è la città di Manzini (già Bremersdorp), dove si trova la cattedrale dell'Assunzione.
Il territorio è suddiviso in 17 parrocchie.

## Storia
La prefettura apostolica dello Swaziland fu eretta il 19 aprile 1923 con il breve Quae catholico di papa Pio XI, ricavandone il territorio dal vicariato apostolico del Natal (oggi arcidiocesi di Durban).
Il 15 marzo 1939 la prefettura apostolica fu elevata a vicariato apostolico con la bolla Si in quavis di papa Pio XII.
L'11 gennaio 1951 per effetto della bolla Suprema Nobis dello stesso papa Pio XII il vicariato apostolico fu elevato a diocesi e assunse il nome di diocesi di Bremersdorp.
Il 23 giugno 1958 cedette una porzione del suo territorio a vantaggio dell'erezione della prefettura apostolica di Volksrust (oggi diocesi di Dundee).
Il 7 novembre 1961 ha assunto il nome attuale in forza del decreto Cum Excellentissimus della Congregazione di Propaganda Fide.
Il 12 novembre 1962 ha ceduto un'altra porzione di territorio a vantaggio dell'erezione della prefettura apostolica di Ingwavuma (oggi vicariato apostolico).
Il 5 giugno 2007 ha cambiato metropolia, passando dalla provincia ecclesiastica di Pretoria a quella di Johannesburg.

## Cronotassi dei vescovi
Si omettono i periodi di sede vacante non superiori ai 2 anni o non storicamente accertati.
- Pellegrino Bellezze, O.S.M. † (15 marzo 1923 - maggio 1933 deceduto)
- Romualdo Migliorini, O.S.M. † (8 luglio 1933 - 1939 deceduto)
- Costantino Maria Attilio Barneschi, O.S.M. † (15 marzo 1939 - 21 maggio 1965 deceduto)
- Girolamo Maria Casalini, O.S.M. † (18 dicembre 1965 - 24 gennaio 1976 dimesso)
- Aloysius Isaac Mandlenkhosi Zwane † (24 gennaio 1976 - 10 agosto 1980 deceduto)
  - Sede vacante (1980-1985)
- Louis Ncamiso Ndlovu, O.S.M. † (1º luglio 1985 - 27 agosto 2012 deceduto)
- José Luis Gerardo Ponce de León, I.M.C., dal 29 novembre 2013

## Statistiche
La diocesi nel 2021 su una popolazione di 1.061.000 persone contava 56.800 battezzati, corrispondenti al 5,4% del totale.
| anno | popolazione | popolazione | popolazione | presbiteri | presbiteri | presbiteri | presbiteri                | diaconi | religiosi | religiosi | parrocchie |
| anno | battezzati  | totale      | %           | numero     | secolari   | regolari   | battezzati per presbitero | diaconi | uomini    | donne     | parrocchie |
| ---- | ----------- | ----------- | ----------- | ---------- | ---------- | ---------- | ------------------------- | ------- | --------- | --------- | ---------- |
| 1950 | 10.434      | 263.000     | 4,0         | 15         |            | 15         | 695                       |         | 30        | 67        | 11         |
| 1959 | 21.447      | 320.000     | 6,7         | 30         |            | 30         | 714                       |         |           | 94        | 11         |
| 1969 | 31.959      | 395.264     | 8,1         | 29         | 2          | 27         | 1.102                     |         | 46        | 112       | 10         |
| 1980 | 36.000      | 540.000     | 6,7         | 37         | 4          | 33         | 972                       |         | 47        | 133       |            |
| 1990 | 42.300      | 740.000     | 5,7         | 38         | 6          | 32         | 1.113                     |         | 36        | 87        | 2          |
| 1999 | 50.160      | 980.000     | 5,1         | 31         | 9          | 22         | 1.618                     |         | 42        | 58        | 15         |
| 2000 | 52.640      | 990.000     | 5,3         | 32         | 9          | 23         | 1.645                     |         | 37        | 58        | 15         |
| 2001 | 53.104      | 990.000     | 5,4         | 28         | 9          | 19         | 1.896                     |         | 25        | 57        | 15         |
| 2002 | 53.866      | 990.000     | 5,4         | 31         | 12         | 19         | 1.737                     |         | 26        | 55        | 15         |
| 2003 | 54.711      | 990.000     | 5,5         | 28         | 11         | 17         | 1.953                     |         | 24        | 57        | 15         |
| 2004 | 55.130      | 990.000     | 5,6         | 26         | 11         | 15         | 2.120                     |         | 23        | 58        | 15         |
| 2007 | 56.000      | 1.102.000   | 5,1         | 28         | 12         | 16         | 2.000                     | 1       | 21        | 64        | 15         |
| 2013 | 58.600      | 1.130.000   | 5,2         | 23         | 14         | 9          | 2.547                     |         | 12        | 45        | 17         |
| 2016 | 56.000      | 1.119.155   | 5,0         | 26         | 14         | 12         | 2.153                     |         | 15        | 43        | 15         |
| 2019 | 57.400      | 1.161.170   | 4,9         | 33         | 19         | 14         | 1.739                     |         | 20        | 38        | 17         |
| 2021 | 56.800      | 1.061.000   | 5,4         | 32         | 19         | 13         | 1.775                     |         | 19        | 39        | 17         |